# Cinematronics, LLC
Cinematronics, LLC, in seguito Maxis South, era un'azienda sviluppatrice di videogiochi per PC e Mac con sede in Texas, fondata nel 1994 da David Stafford, Mike Sandige e Kevin Gliner. Tra i titoli da loro sviluppati figurano Tritryst per Virgin Interactive, Full Tilt! Pinball per Maxis (la versione completa di 3D Pinball: Space Cadet, uscito in Microsoft Plus! per Windows 95), e Jack Nicklaus 4 per Accolade.
Maxis acquistò l'azienda nel 1996 e la ribattezzò Maxis South; all'epoca Cinematronics contava 13 dipendenti. Come Maxis South, svilupparono giochi come Marble Drop e un gioco di tipo Diablo rimasto inedito chiamato Crucible. Lo studio venne chiuso nel 1997, quando Maxis è stata acquisita da Electronic Arts, e i dipendenti licenziati.